# Rubik Ernő (gépészmérnök)
Rubik Ernő (Pöstyén, 1910. november 27. – Budapest, 1997. február 13.) magyar gépészmérnök, pilóta, feltaláló, repülőmérnök, cserkésztiszt. A legismertebb magyar repülőgép-tervező. A Rubik-kockát feltaláló Rubik Ernő édesapja, Rubik Ernő Zoltán zeneszerző, jazz-zongorista nagyapja. 1963-ban Kossuth-díjat kapott.

## Élete

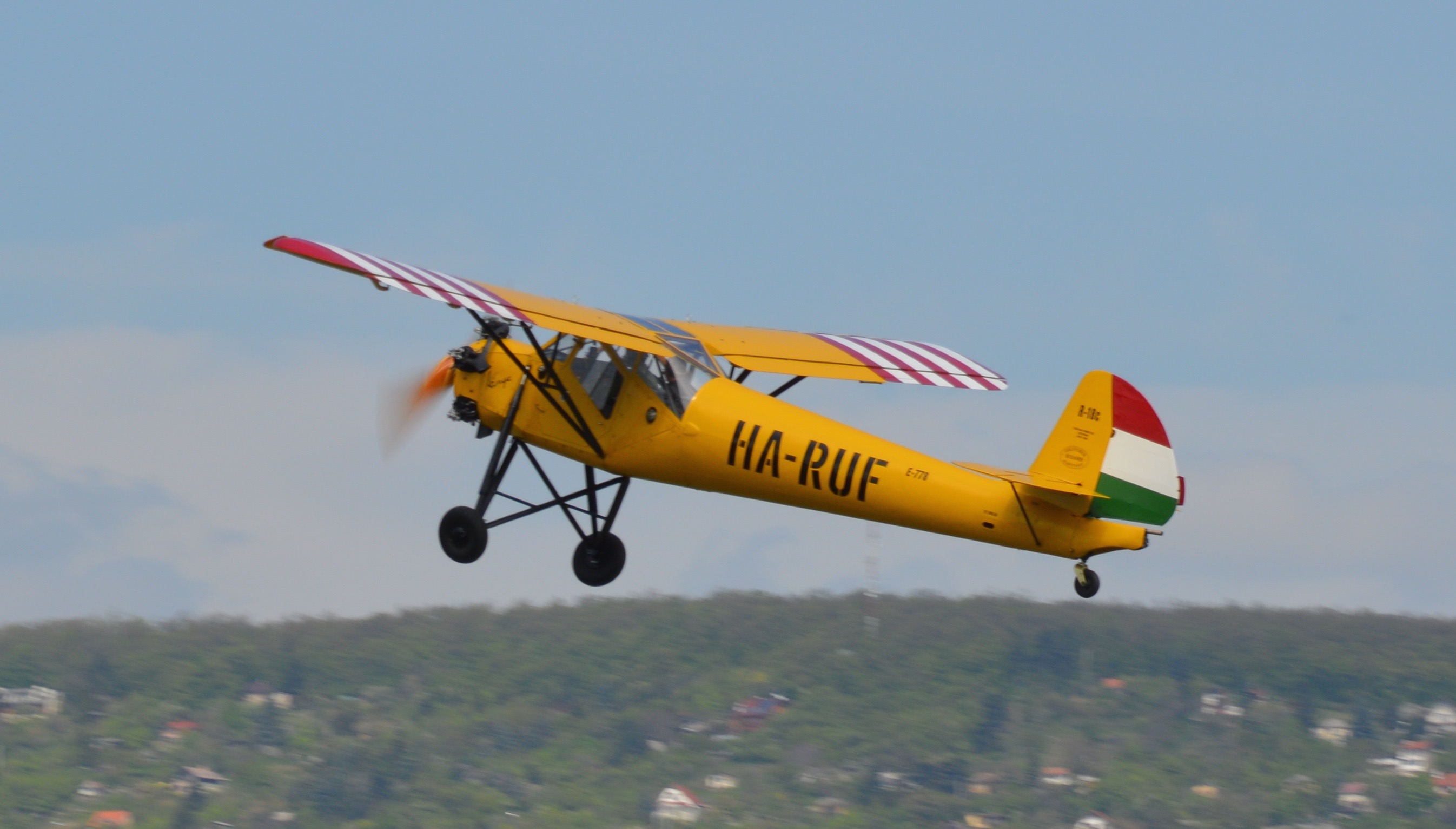
Az R–18 Kánya vontató repülőgép

Édesapja, Rubik János uradalmi írnok volt, aki 1915-ben, az első világháború első időszakában, katonai szolgálat közben eltűnt az orosz fronton, hátrahagyva feleségét Máriát három kicsi gyermekkel. A család a Csehszlovákiához került Pöstyénből 1918-ban Magyarországra menekült. Több hónapot töltöttek vagonlakásban. Édesanyja ezután varrónőként kereste kenyerüket Szentesen, Orosházán, Tótkomlóson. Családja csak nagy nehézségek árán tudta taníttatni. Tótkomlóson végezte el az elemi iskola négy osztályát, ahol a tanító felfigyelt Rubik tehetségére.
1921-ben mint jól tanuló hadiárva, pályázat útján a váci Szilágyi Dezső Hadiárva Intézetbe került. 1929-ben a váci kegyesrendi katolikus gimnáziumban (ma: Váci Piarista Gimnázium és Kollégium) kiemelkedő eredménnyel érettségi vizsgát tett. Gimnazista éveiben cserkész őrsvezetői szolgálatot vállalt az iskolában működő 192. sz. Erdősi Imre Cserkészcsapatban. A Népjóléti Minisztérium támogatásával beiratkozott a Műegyetem Gépészmérnöki Karára. A Műegyetemen kapcsolódott be az 1921-ben alapított Műegyetemi Sportrepülő Egyesület (MSrE) munkájába, ahol addigra már több repülőgépet építettek.

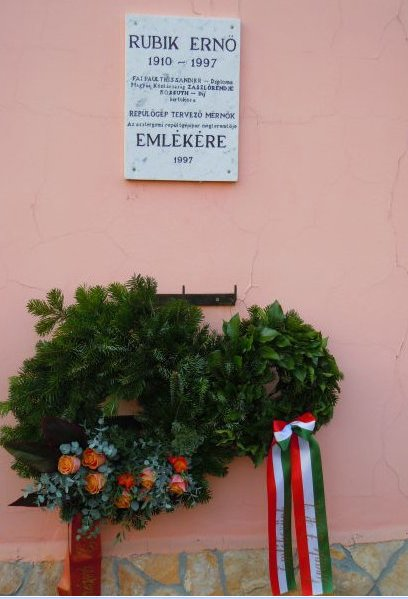
Rubik Ernő emléktábla Esztergomban

1929-től 1935-ig az MsrE repülőgép-tervezője. Rubik a Bánhidi Antal-féle Gerle sportrepülőgép tervezésében és építésében már fontos szerepet játszott, részt vett a tervrajzok elkészítésében. Az MSrE-ben, jutalmul az egyesületben végzett munkájáért, 1930-tól motorospilóta-kiképzésre javasolták. Így a nyarakat egy Érd-közeli repülőtéren töltötte. Megszervezte a műegyetemi vitorlázó csoportot, egyúttal Esztergomban ellenőrizte az ottani sportrepülő műhelyt.
1931 nyarán Lampich Árpád egyik gépének építésébe kapcsolódott be Budapesten, a Mester utcában. A motorospilóta-vizsgát 1934-ben tette le, majd 1935 decemberében egy Hol's der Teufel géppel vitorlázó C-vizsgát tett. 1935-től 1937-ig a Műegyetemen tanársegéd és mint műszaki ellenőr segítette az egész országban a vitorlázórepülés terjedését. Ő alapozta meg a kétkormányos vitorlázógép-oktatást Magyarországon.
1949-től 1951-ig az Országos Magyar Repülő Egyesület (OMRE) központi tervezőirodájának a vezetője, emellett a BME meghívott előadója volt.
1961–1967 között a Közlekedési és Postaügyi Minisztérium osztályvezető-helyettese, majd 1971-ig a Malév műszaki tanácsadója volt.
A Magyar Mérnökakadémia alapító tagja.

## Munkássága
Felismerte, hogy a sorozatgyártásra alkalmas repülőgéptípusok létrehozása előfeltétele az ipari méretű repülőgépgyártás megindításának. 1936-ban Mitter Lajossal megalapította az Aero-Ever kft. vitorlázórepülőgép-gyártó üzemet Esztergomban, amelynek vezetője, majd üzemigazgatója volt. 28 különböző típusú vitorlázó repülőgépet és 5 motoros repülőgépet tervezett 1935 és 1987 között, világviszonylatban is jelentős szabadalmait alkalmazva. 1944-től a második világháborúban alkalmazott repülőgép alkatrészeket gyártottak. Cégük 1949-es államosítása után különböző repülőgépgyárakban műszaki osztályvezetőként, főkonstruktőrként dolgozott. 1957-ig csak faépítésű gépeket tervezett, a fémépítésű gépek területén teljesen új gyártási módszereket szabadalmaztatott.

## Elismerései
- 1948-ban megkapta a Népi repülésért érdemérem bronz-, 1957-ben és 1951-ben az arany fokozatát.
- 1957-ben a Gépipar kiváló dolgozója címmel ismerték el, a Nemzetközi Repülőszövetség (franciául: Fédération Aéronautique Internationale, FAI) 6. magyarként, 1957-ben megtartott kongresszusán Paul Tissandier diplomát adományozott részére.
- 1962-ben a Bánki Donát alapítvány bronzfokozatát kapta.
- 1963-ban a Kossuth-díj III. fokozatát kapta a sportrepülőgép tervezésben elért eredményeiért.
- 2008-ban Magyar Örökség Díjat kapott[1]

## Emlékezete

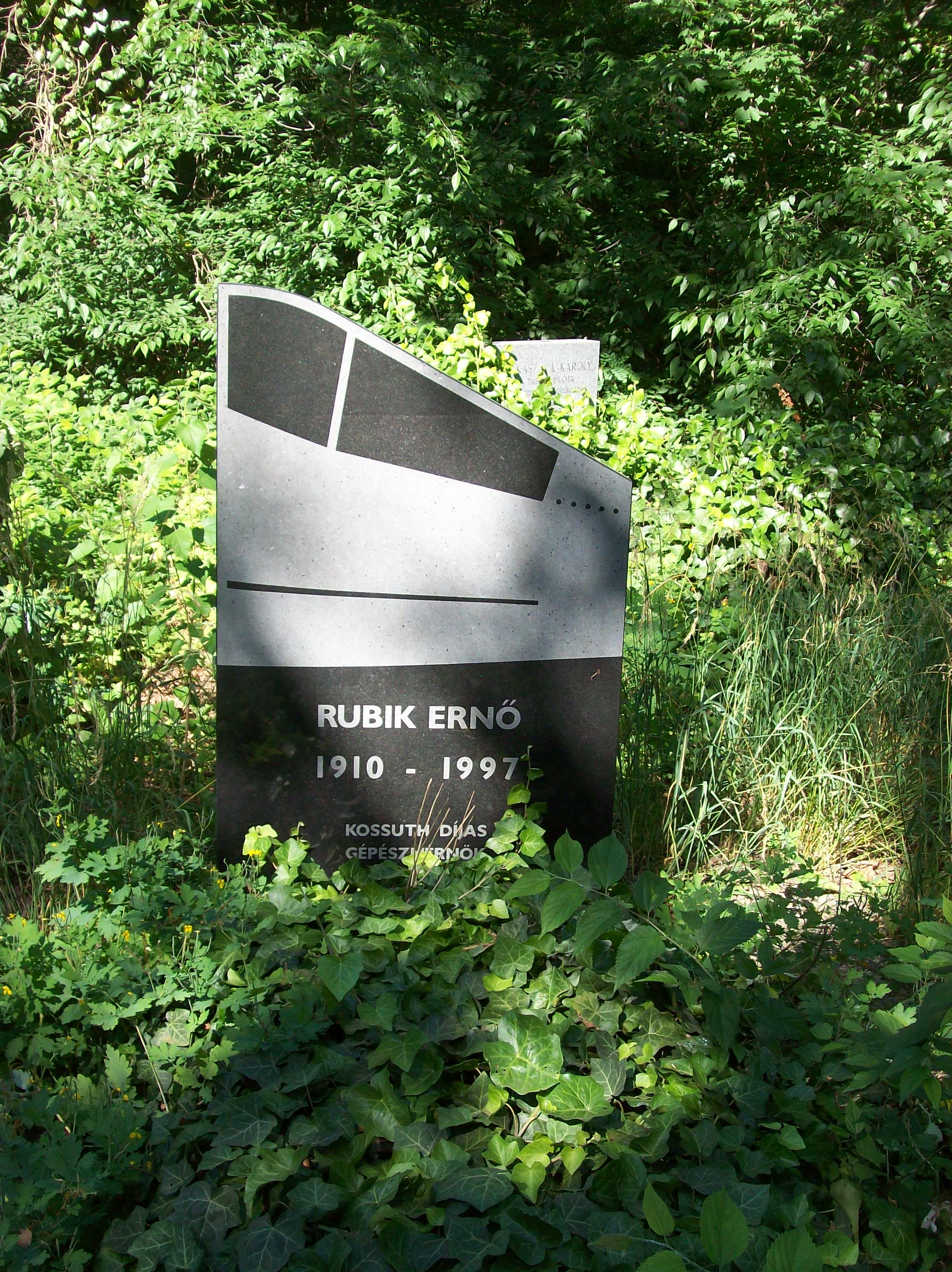
Id. Rubik Ernő új síremléke. Kerepesi temető 47-1-126.

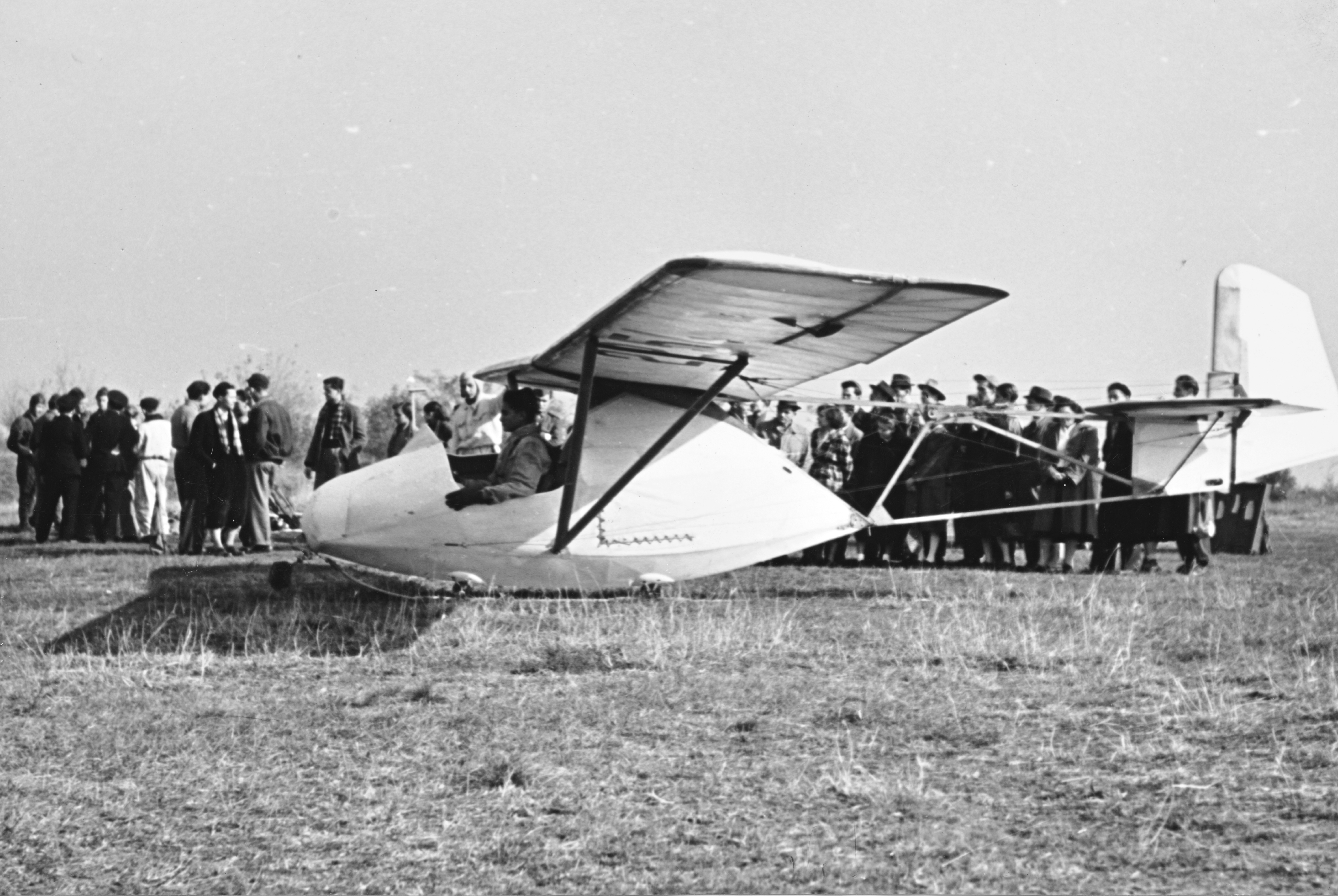
R–07b Vöcsök vitorlázó repülőgép (1941)

- Életéről Simon V. László könyvet írt A szárnyas Rubik címmel.
- Róla szól a Századfordító magyarok című 1999-ben készült portréfilm-sorozat Rubik Ernő (1910–1997) című epizódja.
- Esztergomban repülőtér és ipari park viseli a nevét, a Grante Zrt. (volt Repülőgépgyár) területén, ahol id. Rubik Ernő 25 éven keresztül tevékenykedett, emléktáblát állítottak neki.
- 2016. november 26. óta nevét viseli az MH 86. Szolnok Helikopter Bázis szállítóhelikopter-zászlóalja.[2]

## Repülőgépei

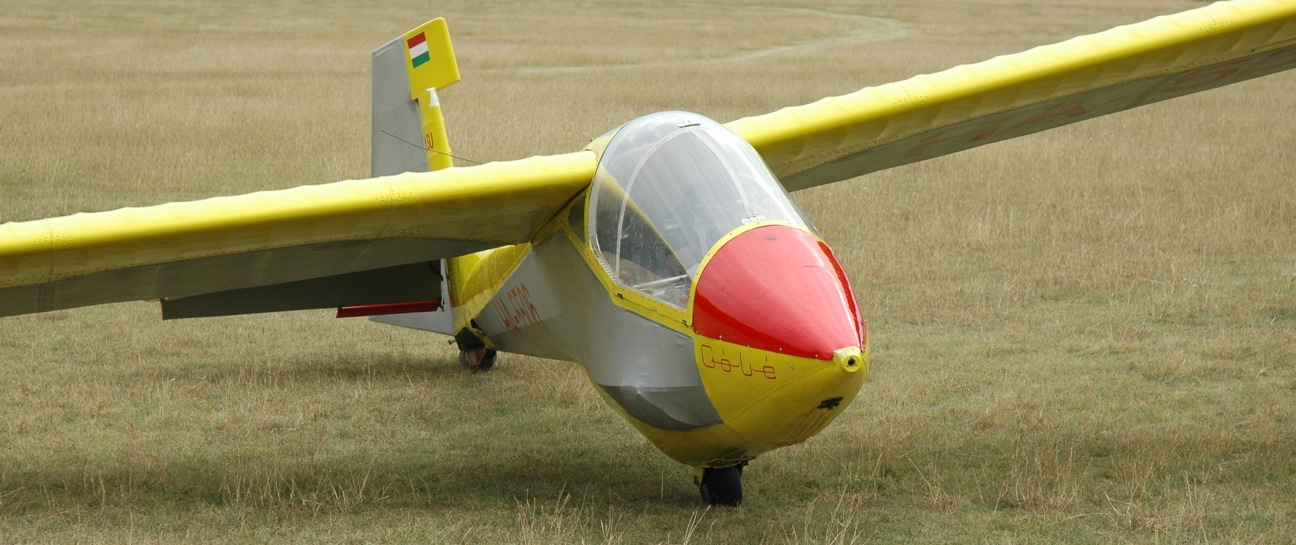
Rubik Ernő leghíresebb gépe, az R–26S Góbé

### Vitorlázó repülőgépek
- M–20, vagy R–01 (EMESE B és EMESE C)
- R–03 Szittya I
- R–04 Szittya II
- R–10 Szittya III
- R–07a Tücsök
- R–07b Vöcsök
- R–08 Pilis
- R–11 Cimbora
- R–12 Kevély
- R–15 Koma
- R–16 Lepke
- R–17 Móka
- R–21 (katonai szállító vitorlázó repülőgép)
- R–22 Futár
- R–22S Június 18.
- R–23 Gébics
- R–24 Bibic (a prototípus csak részben készült el)
- R–25 Mokány
- R–253
- E–31 Esztergom (R–254)
- R–26S Góbé
- R–27 Kópé
- R–31 Dupla

### Motoros repülőgépek
- M–19 (R–02)
- R–14 Pinty
- R–18 Kánya
- R–32 (ultrakönnyű repülőgép)